# 91-я бригада управления
91-я Келецкая орденов Александра Невского и Красной Звезды бригада управления (сокр. 91 бру, в/ч 59292) — тактическое соединение Войск связи Вооружённых сил Российской Федерации. Бригада дислоцируется в п. Кряж, г. Самара.
Соединение находится в составе 2-й гвардейской общевойсковой армии Центрального военного округа.

## История
Бригада ведёт свою историю от 125-го отдельного полка связи, сформированного в составе 3-й гвардейской армии 12 июля 1942 года в Сталинградской области. Во время Великой Отечественной войны полк принимал участие в Сталинградской битве, наступательных операциях от реки Северский Донец до реки Днепр, в ликвидации немецкого плацдарма на правом берегу реки Днепр и во взятии города Никополь, в боях от реки Дон до реки Северный Донец, в освобождении от немецких оккупантов Западной Украины и Польши с выходом на реку Висла, в расширении Сандомирского плацдарма на реке Висла с выходом на территорию фашистской Германии до реки Одер, во взятии немецких городов Форст, Котбус, Люббен, в разгроме немецкой группировки юго-восточнее города Берлина, во взятии городов Дрезден, Альтенберг и освобождении Праги.
За проявленные доблесть и мужество при освобождении польского города Кельце 15 января 1945 года в ходе Висло-Одерской стратегической наступательной операции полку было присвоено почётное наименование «Келецкий». За образцовое выполнение заданий командования в боях с фашистскими захватчиками при овладении немецкими городами Грюнберг, Зоммерфельд, Зорау и проявленные при этом доблесть и мужество 5 апреля 1945 года полк был награждён орденом Красной Звезды. За образцовое выполнение заданий командования по ликвидации группировки немецких войск в районе юго-восточнее Берлина и проявленные при этом доблесть и мужество 4 июня 1945 года полк был награждён орденом Александра Невского. За образцовое выполнение заданий командования личному составу полка 11 раз объявлялась благодарность от Верховного главнокомандующего Вооружёнными силами СССР. На основании Указа Президиума Верховного Совета СССР от 31 января 1944 года полку было вручено боевое Красное знамя.
125-й отдельный полк связи находился в составе действующей армии с 12 июля 1942 по 13 февраля 1944, с 18 апреля 1944 по 11 мая 1945 года.
Осенью 1945 года полк прибыл в Куйбышев и более 65 лет размещался в бывших казармах знаменитого 5-го гусарского Александрийского полка Русской императорской армии на проспекте Масленникова. В конце 1980-х полк носил наименование 73-го отдельного полка связи (в/ч 59292). Потом связисты несколько лет несли службу в посёлке Рощинский, в конце 2016 года вернулись в Самару с дислокацией на территории посёлка Кряж.